# قاسم‌آباد (دشتیاری)
قاسم‌آباد، روستایی در دهستان درگس بخش باهوکلات شهرستان دشتیاری در استان سیستان و بلوچستان ایران است.

## جمعیت
بر پایه سرشماری عمومی نفوس و مسکن در سال ۱۳۹۵، جمعیت این روستا برابر با ۱۷۷ نفر (۴۲ خانوار) بوده‌است.